# 水戸工機
水戸工機株式会社（みとこうき、英: MITO TOOL MFG.CO.,INC. 略称:MITOLOY）は、茨城県水戸市に本社を置く工具メーカー。

## 会社概要
MITOLOYブランドとして作業工具類を一貫ラインにて製造し、日本国内はもとより日本国外に向けて広く販売している。
また、建設事業部があり、排水処理施設に関する設計・施工・メンテナンスや高速道路の植栽管理事業を行っている。

## 社名の由来
昭和15年に創業の地名茨城県水戸市の水戸(MITO)と、合金(ALLOY)の名称を合わせてMITOLOYとした。

## 沿革
- 1940年（昭和15年）  水戸合金工具製作所として、水戸市赤塚町に創業。
- 1957年（昭和32年）  ソケットレンチが日本工業規格（JIS）の表示許可工場に認定される。
- 1961年（昭和36年）  水戸工機株式会社に社名を変更。
- 1964年（昭和39年）  中小企業庁より中小企業合理化モデル工場に指定される。
- 1966年（昭和41年）  NHK教育テレビ『これからの中小企業』に放映される。
- 1973年（昭和48年）  中小企業合理化モデル工場に5回連続更新。
- 1975年（昭和50年）  小松製作所より熱処理認定工場に認定される。
- 1980年（昭和55年）  ドイツのケルンハードウエアショーにインパクトソケットの出展を開始する。
- 1985年（昭和60年）  茨城県中小企業優良新製品推薦証（T型ホローレンチ）を受ける。
- 1991年（平成 3年）  茨城労働基準局より表彰を受ける。
- 1995年（平成 7年）　小松製作所より20年連続して熱処理認定工場に認定される。
- 1998年（平成10年）  資本金4,650万円に増資。
- 2000年（平成12年）  ISO9001の認定取得。
- 2002年（平成14年）  名古屋・西日本営業所開設。
- 2003年（平成15年）  仙台・北信越営業所開設。
- 2008年（平成20年）  西日本営業所移転に伴い名称変更。（旧）西日本⇒（新）西部営業部

## 主な製品
- 作業工具・各種ハンドル類（ソケットレンチ・インパクトレンチ・レンチ・スパナ・六角棒スパナ・各種ハンドルなど）
- 特殊工具（特殊ツール・特殊専用工具など）
- カーボンツールシリーズ（炭素繊維強化プラスチックと鋼材が組み合わさったハイブリッド工具）

## 建設事業部
- 工場・集合住宅等からの排水処理施設に関する設計・施工・メンテナンス
- 高速道路の植栽管理・清掃・冬季の凍結防止剤の散布作業